# 바트주의 시리아
바트주의 시리아(아랍어: سوريا إبان حكم حزب البعث), 공식적으로 시리아 아랍 공화국(아랍어: ٱلْجُمْهُورِيَّةُ ٱلْعَرَبِيَّة ٱلْسُوْرِيَّة, 문화어: 수리아 아랍 공화국)은 1963년부터 2024년까지 존재한 아랍 사회주의 바트당의 시리아 지부가 통치하던 국가였다. 알 아사드 가문은 1970년의 수정운동으로부터 2024년 시리아 반군의 공세로 멸망에 이르기까지 시리아를 통치했다.